# Frohbotschaftskirche (Hamburg-Dulsberg)

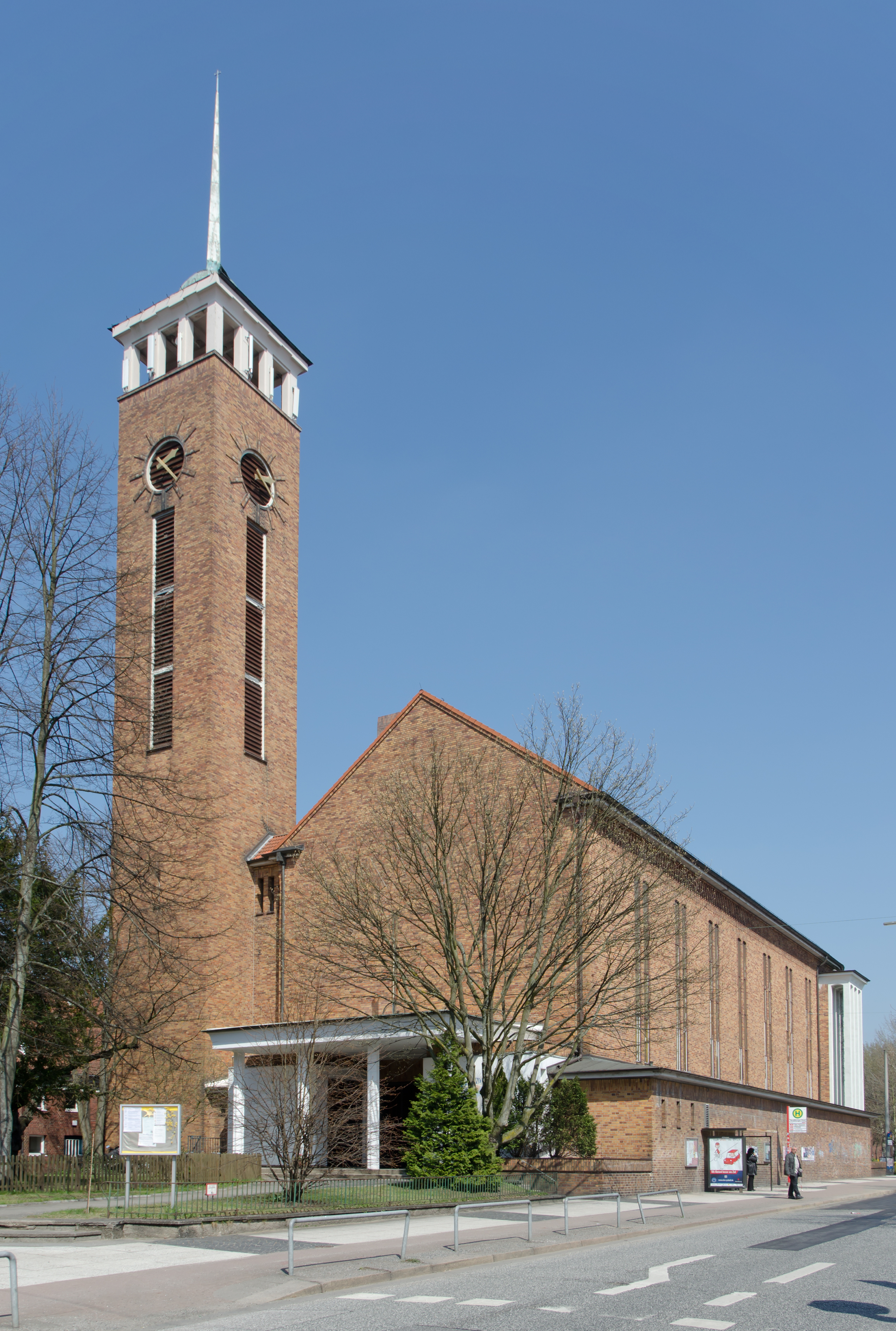
Ansicht von Süden

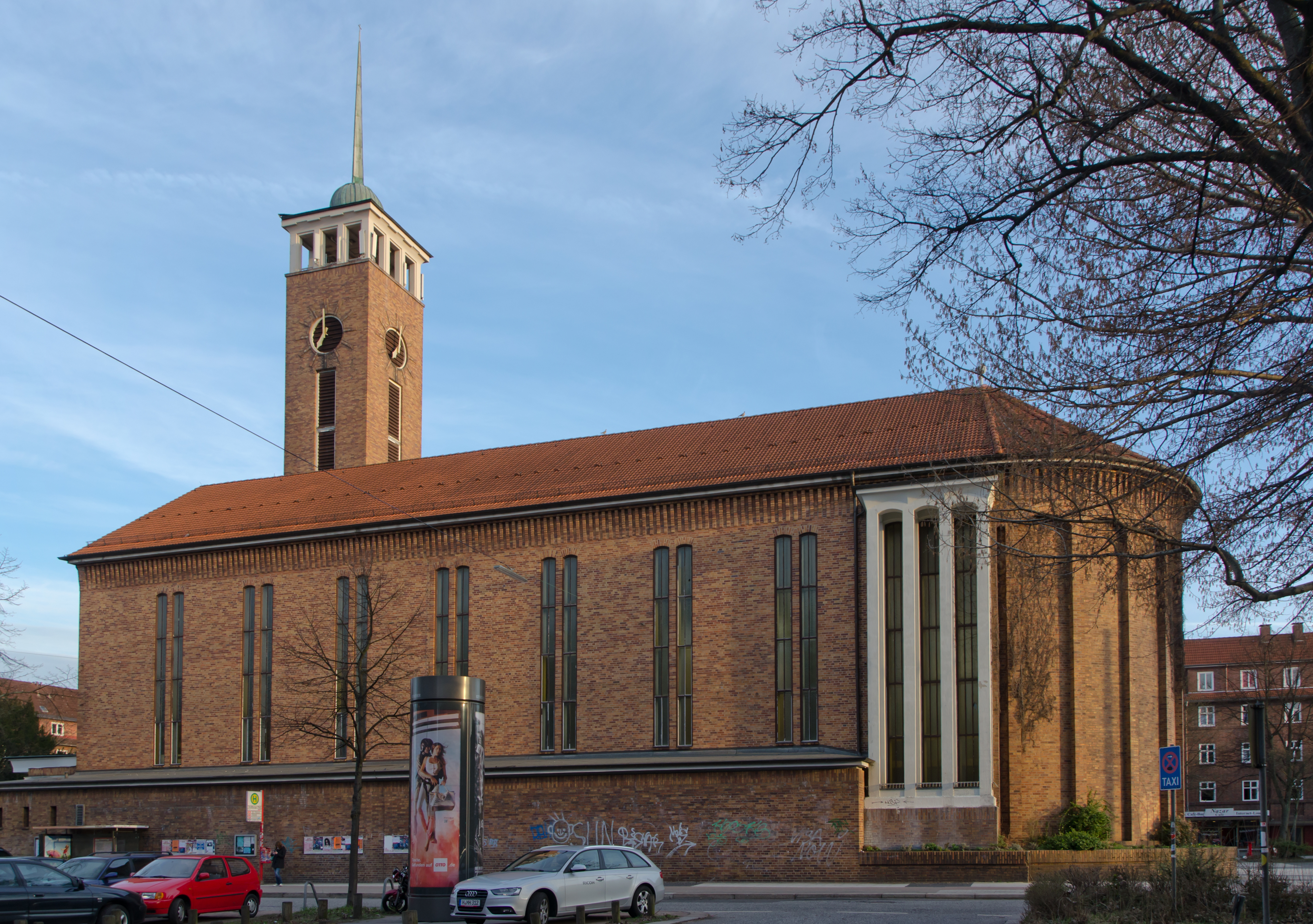
Ansicht von Südosten

Die evangelisch-lutherische Frohbotschaftskirche liegt zentral am Straßburger Platz in Hamburg-Dulsberg.

## Bau der Kirche

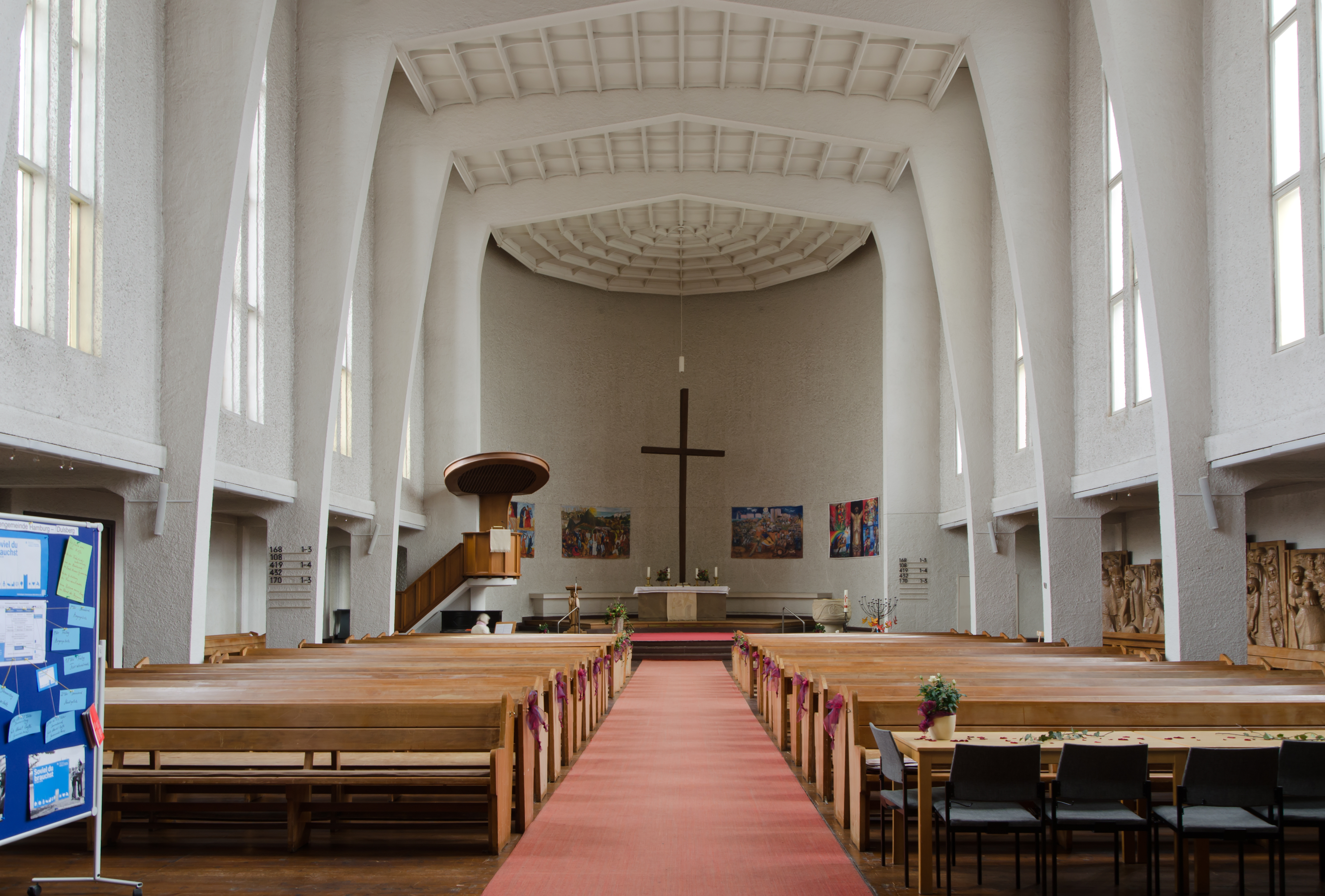
Innenraum mit Altar

Das Grundstück war bereits 1903 von dem Hamburger Baudirektor Fritz Schumacher als Platz für eine Kirche geplant und durch die Straßenführung entsprechend hervorgehoben worden.
Erbaut wurde die Kirche dann aber erst 1935–37 (Einweihung am 19. Dezember 1937) durch das Architekturbüro Friedrich Dyrssen und Peter Averhoff als Teil der vollständig durchgeplanten Bebauung von Dulsberg. Die Architekten entwarfen eine große Saalkirche mit seitlich angefügtem Turm, der ein ungewöhnliches zwiebelförmiges Dach erhielt. Das Kirchenschiff selber bekam ein klassisches Satteldach und streng gegliederte Backsteinfassaden mit neoklassizistischen Anklängen. Dagegen wurde der Innenraum für die Bauzeit sehr modern mit parabelförmigen Betonpfeilern gestaltet.
Im Jahr 1943 wurde die Kirche durch die Bombardierung Hamburgs weitgehend zerstört, jedoch nach dem Kriegsende bereits 1953 unter der Leitung von Dyrssen & Averhoff in relativ ursprünglicher Form wiederaufgebaut. Daher stellt sie sich heute noch weitgehend so dar, wie sie in den 1930er-Jahren geplant worden war. Die einzige große Veränderung gab es im Innenraum: Dort wurde eine flache Decke eingezogen. An der Südseite des Innenraums steht heute ein großes aus Holz gefertigtes Altarbild von Otto Flath.

## Umbau 2015–18
Im Lauf der Jahrzehnte nach 1990 veränderte sich auch in Dulsberg durch sinkende Einnahmen und Mitgliederzahlen der Gemeinden die Nutzung der vorhandenen Kirchengebäude. Als erste Reaktion wird bereits seit 2005 die Dietrich-Bonhoeffer-Kirche in der Straße Dulsberg-Süd nicht mehr von der Gemeinde genutzt, sondern weitervermietet. Für die Frohbotschaftskirche selber wurde in der Folge ein vollständiger Abriss diskutiert, der jedoch im Stadtteil sowie beim Denkmalschutzamt auf heftige Ablehnung stieß. Im Zuge der öffentlichen Diskussion wurden die Abrisspläne verworfen und ein Umbaukonzept für das Gebäude erstellt.
Von der Gemeinde wurde das Umbaukonzept des Architekturbüros WRS Architekten und Stadtplaner GmbH favorisiert. Dieses sah vor, in den Innenraum der Kirche zwei kubische Baukörper zu integrieren, die als Gemeinderäume und Kindertagesstätte genutzt werden sollten. Der vormalige Chor könnte weitgehend als Sakralraum erhalten bleiben, die Orgelempore würde anderen Nutzungszwecken als bis dahin zugeführt. Die in unmittelbarer Umgebung der Kirche nicht mehr benötigten Gebäude der Gemeinde könnten abgerissen werden, und die Gemeinde würde zur Finanzierung des Umbaus Teile des Grundstücks verkaufen. Die Planungen sahen außerdem vor, nach dem Umbau auf die große Orgel zu verzichten und das Holzfries von Otto Flath zu verkaufen.
Im Oktober 2014 gab der Leiter des Bezirksamts Hamburg-Nord bekannt, dass die Mittel für den geplanten Umbau zur Verfügung stünden und im Jahr 2015 mit dem Vorhaben begonnen werden könne. Sämtliche Arbeiten wurden – bei Gesamtkosten von 7,7 Millionen Euro – im Jahr 2018 abgeschlossen, das Gebäude mit integriertem Gemeindehaus und Kindergarten am 8. Juni 2019 wiedereingeweiht. Auf dem veräußerten Grundstück des alten Gemeindehauses wurde am 18. August 2021 das Familienzentrum Dulsberg des SOS-Kinderdorfs Hamburg eröffnet.

## Glocken
Im Turm hängen vier Glocken. Im Jahr der Einweihung der Kirche bekam diese vier Glocken mit einem Gesamtgewicht von 4500 kg, diese wurden zwischen 1935 und 1937 von der Gießerei Franz Schilling Söhne in Apolda gegossen. Die drei größeren mussten im Zweiten Weltkrieg jedoch abgenommen werden. 1958 wurden dann von Friedrich Wilhelm Schilling in Heidelberg drei neue Glocken gegossen und die erhaltene Glocke wurde in das neue Geläut integriert. Ursprünglich hing das Geläut sogar an geraden Jochen, jedoch musste das Geläut nach einem Jahr aufgrund der Statik des Turmes an gekröpfte Joche umgerüstet werden. Für einige Zeit durfte nur ein Teilgeläut von Glocke 2 bis 4 erklingen. Nach den Sanierungsarbeiten in den Jahren 2018 und 2019 wurden die Glocken dann an geraden Holzjochen mit Gegengewichtsklöppeln aufgehängt. Am Joch der großen Glocke ist auch noch ein Obergewicht angebracht. Seitdem dürfen alle Glocken wieder läuten.
| Glocke | Schlagton | Durchmesser | Masse    | Gussjahr | Inschrift                                                                                                  |
| ------ | --------- | ----------- | -------- | -------- | --- |
| 1      | es1       | 1258 mm0    | 1153 kg0 | 1958     | „Tröstet, tröstet mein Volk, spricht euer Gott“ „Christus spricht: Ich bin die Auferstehung und das Leben“ |
| 2      | f1        | 1105 mm0    | 781 kg   | 1958     | „Unser Gott kommt und schweigt nicht“ „Christus spricht: Ich bin das Brot des Lebens“                      |
| 3      | as1       | 960 mm      | 450 kg   | 1935     | 0 „Christus spricht: Ich bin das Licht der Welt“                                                           |
| 4      | b1        | 855 mm      | 417 kg   | 1958     | „Suchet den Herren, so werdet ihr leben“ „Christus spricht: Ich bin der Weinstock, ihr seid die Reben“     |

## Orgel
Von 1937 bis 1955 stand eine Orgel aus der Werkstatt von Wilhelm Sauer Orgelbau in der Kirche, die allerdings ebenfalls so schwer beschädigt wurde, dass man sie beim Wiederaufbau der Kirche ersetzen musste. Eine neue Orgel wurde 1955 von Emanuel Kemper & Sohn gebaut sowie zweimal – 1975 und 1983 – durch die Orgelbaufirma Hinrich Otto Paschen überarbeitet bzw. erweitert. Ende 2015 wurde dieses Instrument an eine polnische Gemeinde verkauft. Seine Disposition lautete:
| I Hauptwerk |              |        |
| 1.          | Pommer       | 16′    |
| 2.          | Prinzipal    | 08′    |
| 3.          | Spitzflöte   | 08′    |
| 4.          | Oktave       | 04′    |
| 5.          | Koppelflöte  | 04′    |
| 6.          | Nasat        | 02 ⁄3′ |
| 7.          | Flachflöte   | 02′    |
| 8.          | Mixtur V–VI0 | 02′    |
| 9.          | Trompete     | 08′    |

| II Oberwerk (schwellbar) |                  |       |
| 10.                      | Rohrflöte        | 8′    |
| 11.                      | Quintade         | 8′    |
| 12.                      | Prinzipal        | 4′    |
| 13.                      | Nachthorn        | 4′    |
| 14.                      | Waldflöte        | 2′    |
| 15.                      | Sifflöte         | 1 ⁄3′ |
| 16.                      | Sesquialtera II0 | 2 ⁄3′ |
| 17.                      | Scharff IV–V     | 1⁄2′  |
| 18.                      | Dulcian          | 8′    |

| III Brustwerk |             |       |
| 19.           | Gedeckt     | 8′    |
| 20.           | Hohlflöte   | 4′    |
| 21.           | Prinzipal   | 2′    |
| 22.           | Quinte      | 1 ⁄3′ |
| 23.           | Oktave      | 1′    |
| 24.           | Scharff III | 2′    |
| 25.           | Vox humana0 | 8′    |

| Pedal |                 |     |
| 26.   | Prinzipal       | 16′ |
| 27.   | Subbass         | 16′ |
| 28.   | Oktave          | 08′ |
| 29.   | Gedeckt         | 08′ |
| 30.   | Oktave          | 04′ |
| 31.   | Nachthorn       | 02′ |
| 32.   | Rauschpfeife II |     |
| 33.   | Mixtur VI       |     |
| 34.   | Posaune         | 16′ |
| 35.   | Holztrompete    | 08′ |
| 36.   | Trompete        | 04′ |

- Koppeln: II/I, III/I, III/II, I/P, II/P, III/P

Zum Zeitpunkt der Wiedereinweihung des Gebäudes 2019 war geplant, dass die Kirche die einmanualige, fünfregistrige, rein mechanische Alfred-Führer-Orgel von 1970 aus der evangelisch-lutherischen St. Bonifatius-Kirche in Hamburg-Barmbek übernehmen würde, die 2020 geschlossen werden sollte.

## Fotografien und Karte
Koordinaten: 53° 34′ 52,4″ N, 10° 3′ 46,6″ O

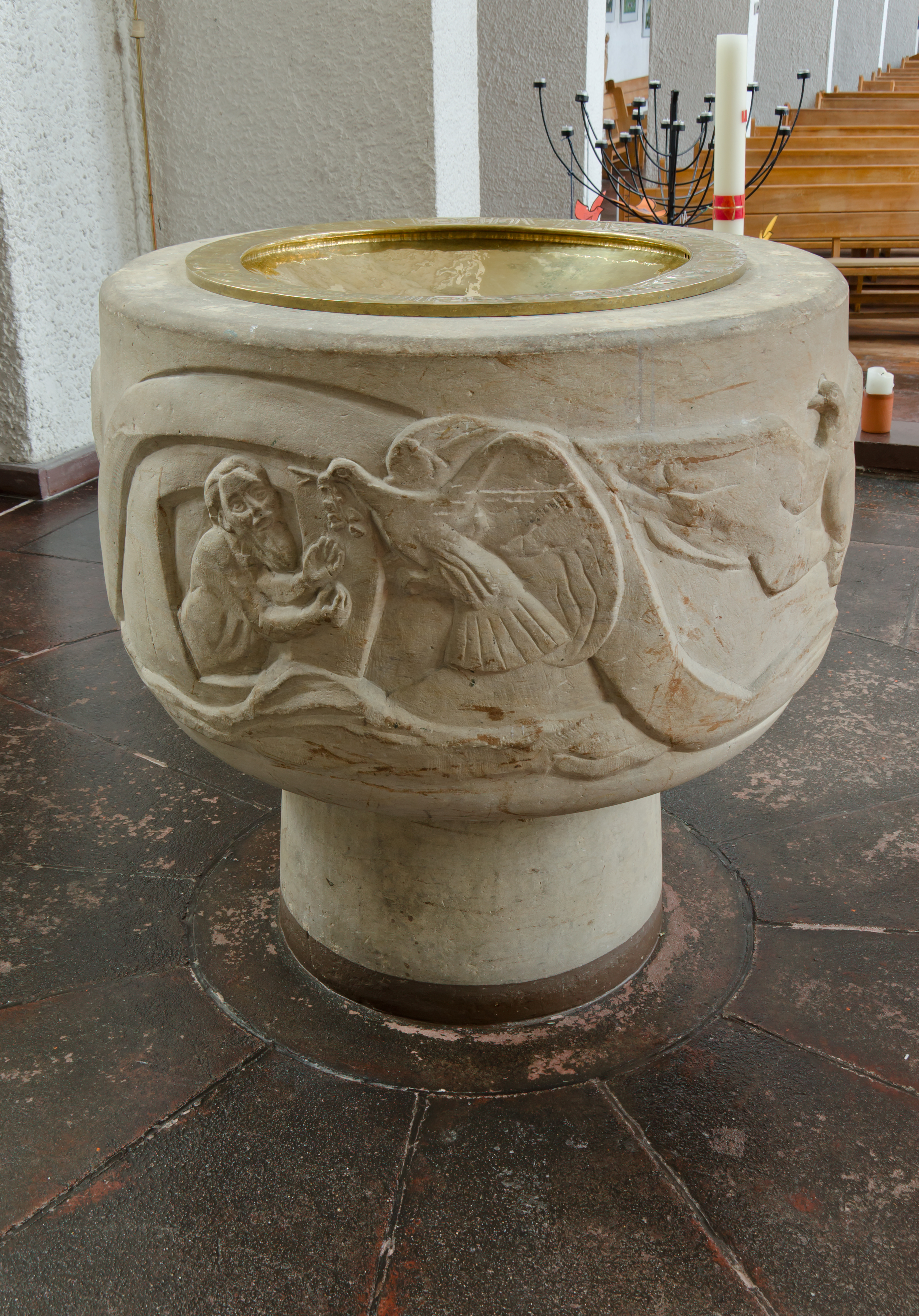
Taufbecken
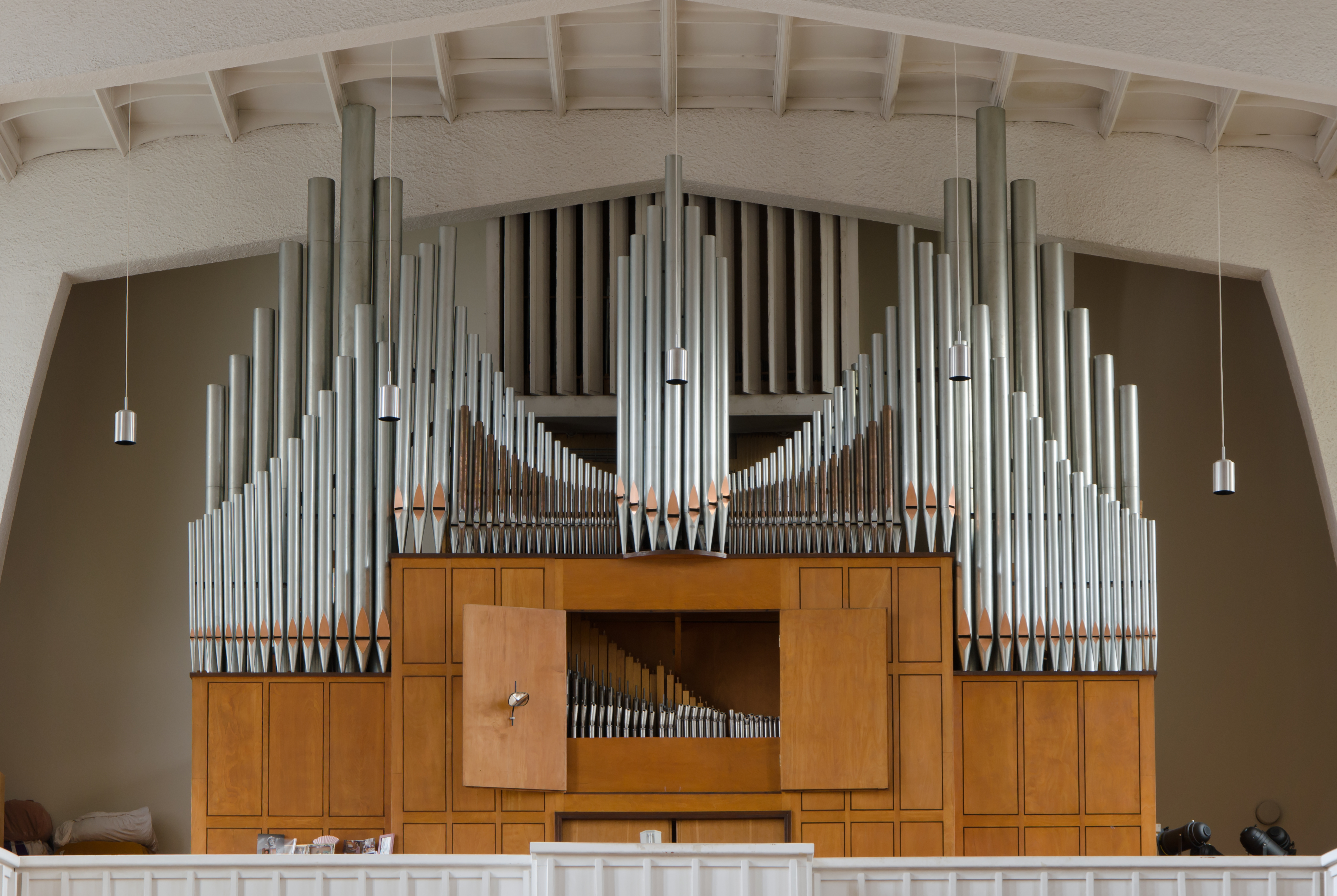
Orgelprospekt
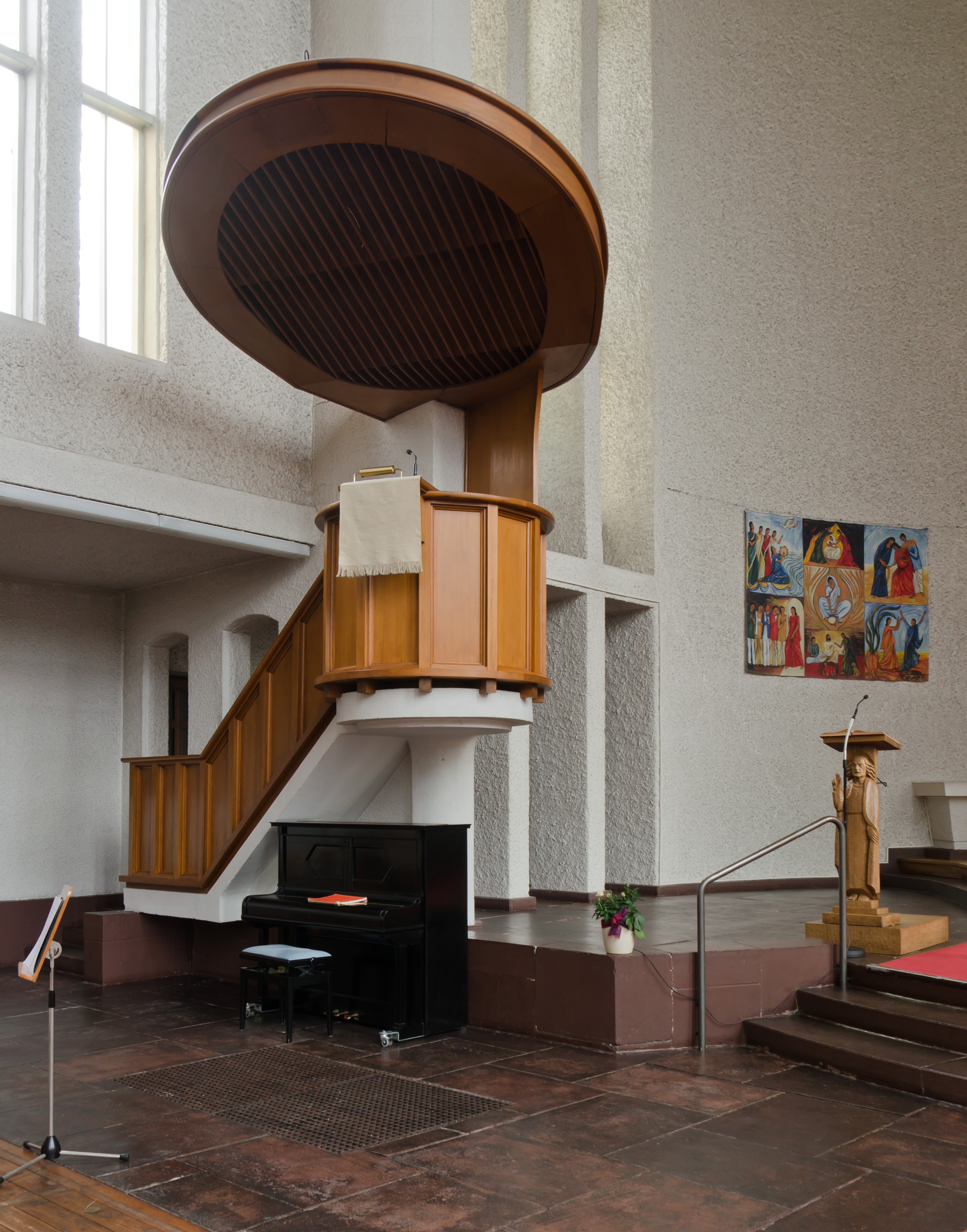
Kanzel und Pult
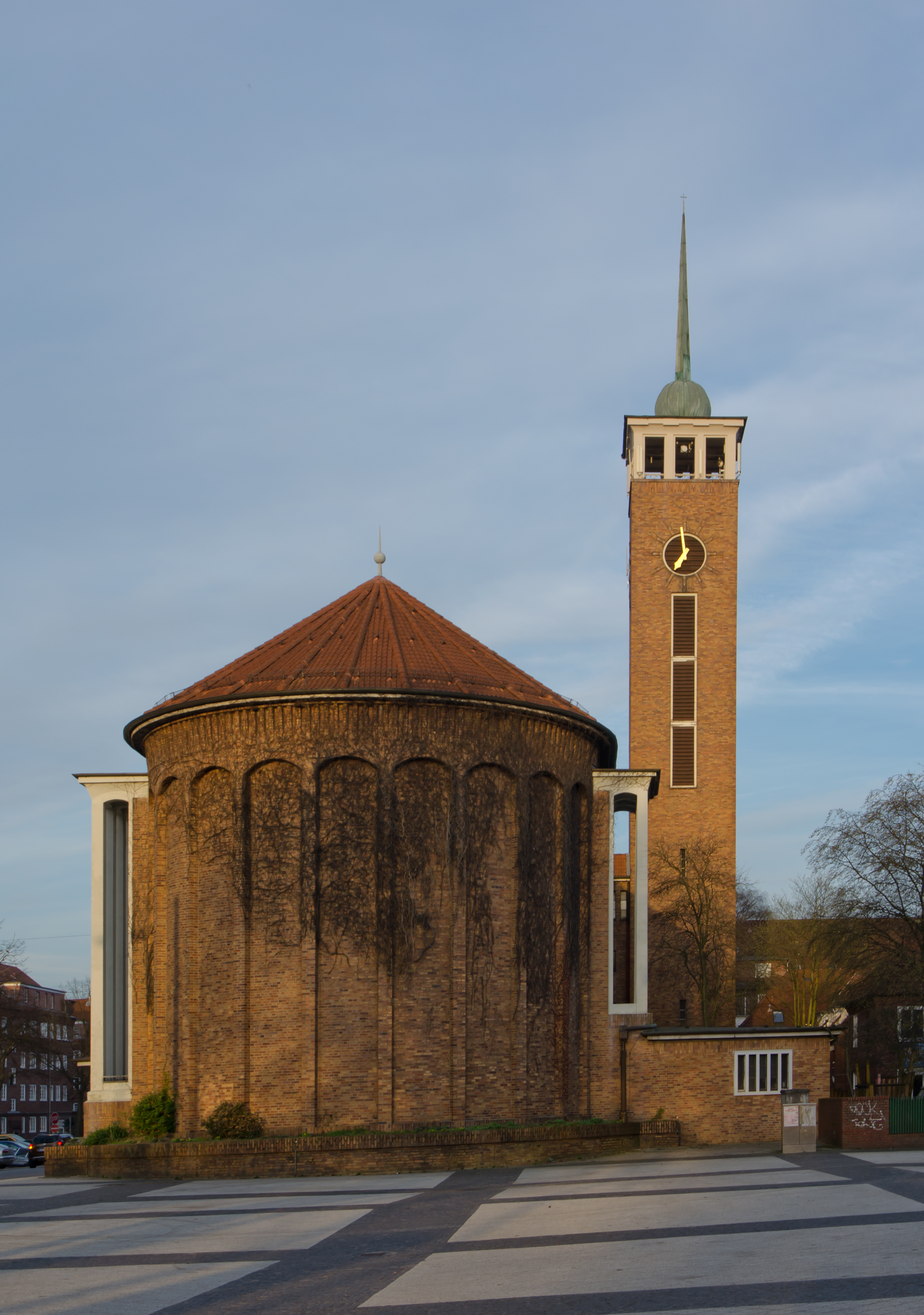
Choransicht